# Perevalsk
Perevalsk (în ucraineană Перевальськ) este orașul raional de reședință al raionului Perevalsk din regiunea Luhansk, Ucraina. În afara localității principale, nu cuprinde și alte sate.

## Demografie
Componența lingvistică a orașului Perevalsk
     Rusă (89,22%)
     Ucraineană (10,38%)
     Alte limbi (0,18%)
Conform recensământului din 2001, majoritatea populației orașului Perevalsk era vorbitoare de rusă (89,22%), existând în minoritate și vorbitori de ucraineană (10,38%).